# Чорний квадрат (театр)
Театр-студія імпровізації «Чорний квадрат»  — український незалежний театр, створений у 1991 році. Театр-студія працює за творчим принципом імпровізації та «живої» акторської гри. Унікальний стиль Імпровізація - спосіб театральної гри, коли уявлення народжується «тут і зараз», стаючи автентичним і неповторним. Актори й глядачі повністю залучені в дію, яка, як правило, несподівана і для глядачів, і для самих акторів.

## Історія
Перші спроби організації театру-студії були зроблені ще 1986 року, але задуми ентузіастів втілилися в життя тільки п'ять років по тому. Перший набір у «Чорний Квадрат» відбувся 1 вересня 1991 року. З 92 претендентів було відібрано 25, а після екзаменаційного місяця в театрі залишилося 15 студійців.
Спочатку програмними цілями театру-студії «Чорний Квадрат» стали:
- створення недержавної навчальної структури, яка давала б студентам професійну акторську освіту;

- пошук потенційно здібних до акторської діяльності людей, чий талант не привернув до себе уваги педагогів театральних ВНЗ;
- створення експериментального постійно діючого театру;
- створення навколо студії оточення творчих вільно мислячих молодих акторів, художників і драматургів, які вільно мислять;
- виховання в глядачеві тонкого художнього смаку й активної громадянської позиції.

Уже 5 листопада 1991 року відбувся показ прем'єрної вистави «Ворони ввечері летять додому» - структурна імпровізація за мотивами творів Вольфганга Борхерта. Наступними роботами студії стали моновистава «Чорна Марія», «Пейзаж» Гарольда Пінтера, згодом до постійного репертуару навчального театру увійшли нова редакція «Ста тисяч» Івана Карпенка-Карого, «Ендшпіль» Семюела Беккета та «Людський голос» Жана Кокто.
У 2009 році на базі театру-студії імпровізації «Чорний Квадрат» було створено дитячу театральну студію «Чорний Квадратик» 

## Художній керівник
Нейолов Анатолій Миколайович - засновник театру та незмінний художній керівник театру «Чорний квадрат»    впродовж уже понад 35 років. Під його керівництвом театр брав участь і перемагав більш ніж у 30 українських та міжнародних фестивалях. Безліч дипломів «За найкращу режисуру».
Під його керівництвом за двадцять років роботи створено і показано понад 120 оригінальних і класичних вистав, розроблено імпровізаційну ігрову структуру «Чорний квадрат», сформовано акторські ансамблі та науково-методичні системи. Колектив є лауреатом міських, республіканських оглядів-конкурсів і міжнародних фестивалів. В активі театру близько вісімдесяти нагород - дипломів, грамот і призів, зокрема - Гран-прі, Перші премії, звання лауреатів, нагороди за акторську роботу тощо.

## Вистави театру
Вистава "Свінгери або ..." Найпопулярніша, скандальна, відверта і чесна вистава театру. Тихий вечір утрьох або учотирьох по суті майже не відрізняється від тихого вечора удвох, але...
Вистава "Нижче поясу" Жорстка і шалено весела комедія  унікальна і дивовижна. Буде від чого розчулитися, і  над чим  посміятися. Провідний майстер сцени театру, Олексій Курилко , на сцені з першої й до останньої секунди.
Вистава "Дві смужки або Подвійна суцільна" Комедія про відносини та вагітність. Все як завжди смачно, тонко і душевно Рано чи пізно, очікувано чи ні, але в житті..
Вистава "Ігри для дорослих" Романтична комедія із циклу "до та після сексу" яка підірве Ваш розум неймовірною дозою позитиву, замішаного гігантською порцією гумору.
Вистава "Ідеальна зброя пристрасті" Вистава про складності й про радості спільного життя. Про розуміння і нерозуміння. Як розповісти коханому про те, про що розповідати не хочеться? Які «скелети в шафі» живуть у багатьох пар?
Вистава "Офіс. Запали в собі бажання" Життєва комедія від творців хітів «А-ля кобеля...» і «Роздягайся, будемо... розмовляти!» Їх мільйони! Менеджери, бухгалтери, кріейтори, логісти, брокери, одним словом ...
Вистава "Всі жінки продаються"  Весела ексцентрична комедія, пронизана душевними і зворушливими настроями. Три різні точки зору на питання: Чи продаються жінки? Чи існує кохання на світі? Хто головніший: чоловік або жінка?
Гра-імпровізація "Театральна Мафія" Абсолютно унікальний та неповторний проект. Імпровізаційна робота "Чорного квадрату", яка стала нашою візитною карткою. Детектив, комедія, шоу, драма, костюмований маскарад, імпровізація
Вистава "Шанс на втрачене кохання" Він і Вона згадують своє минуле: перший секс, перше кохання, перші втрати, а через двадцять років вони знову зустрічаються, переживши безліч захоплень і пристрастей. Вистава, в якій грає легендарна пара  акторів “Чорного Квадрату” – Ірина Когут та Олексій Курилко.  Багато чого з того, що вони розкажуть у виставі, трапилося з ними насправді... Через щось подібне пройшли й ви, шановні глядачі...
Вистава "Медовий місяць" Вистава за однойменною п'єсою Габріелла Баріллі. Дуже жіноча вистава, але, звичайно про нас - чоловіків. Три молоді жінки збираються в переддень свята, щоб обговорити справи сердечні та приходять до вельми несподіваних і закономірних висновків....
Вистава "Хто кого хоче" Іноді в житті трапляються збіги обставин, які навіть для кіно і театра здавалися б занадто фантастичними, але тим не менш - так буває. В найсмішнішій комедії "Чорного квадрату" "Хто кого хоче" доля зводить людей і навіть вони точно не знають чому закохуються один в одного і віддаються течії пристрасті, на зло тим хто їх зрадив. 